# 恩根駅

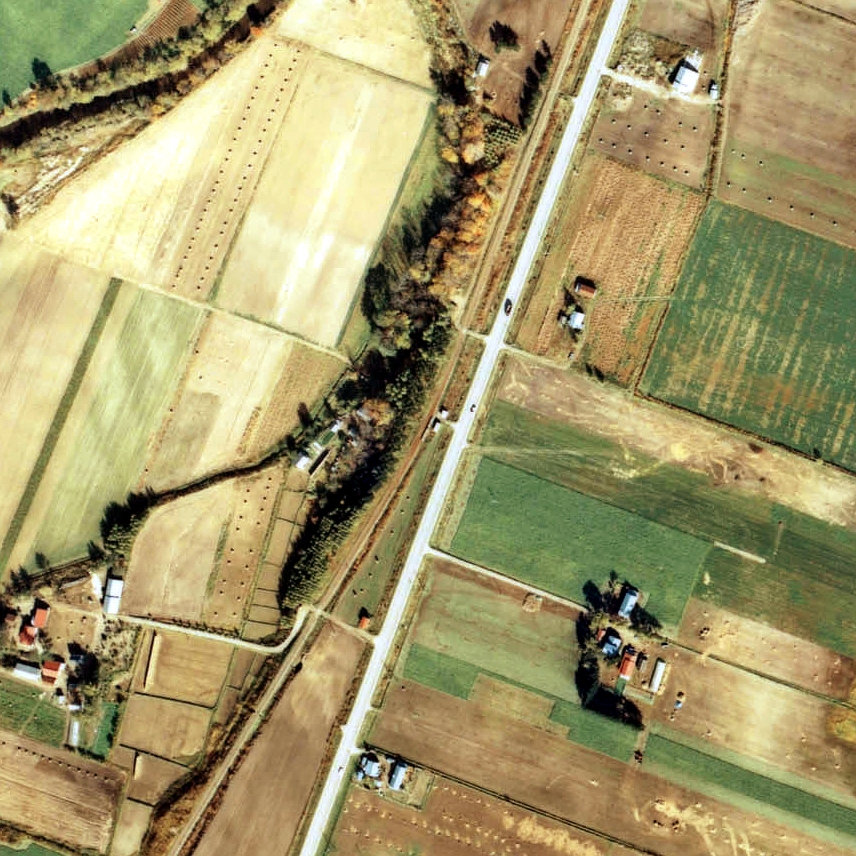
1977年の恩根駅と周囲約500m範囲。下が北見相生方面。

恩根駅（おんねえき）は、北海道（網走支庁）網走郡津別町字恩根にかつて存在した、日本国有鉄道（国鉄）相生線の駅（廃駅）である。事務管理コードは▲122604。

## 歴史
一部の普通列車は通過した（1985年（昭和60年）3月14日改定の時刻で下り2本、上り1本）。
- 時期不詳：日本国有鉄道相生線の恩根仮乗降場（局設定）として開業[1]。
- 1956年（昭和31年）9月20日：駅に昇格。恩根駅となる[1][2]。旅客のみ取り扱い[1]。
- 1985年（昭和60年）4月1日：相生線の全線廃止に伴い、廃駅となる[1]。

### 駅名の由来
所在地名より。和人入植時、この地を流れる網走川の支流、オンネキキン川のアイヌ語名である「オンネキキン（onne-kikin）」（大きい・キキン川）に、「恩根木檎」と当てたものが後略されたものである。
なお「オンネキキン」は、現在の本岐地区の名称の由来となった「ポンキキン（pon-kikin）」（小さい・キキン川）と対になる名称である。詳細は本岐駅を参照。

## 駅構造
廃止時点で、1面1線の単式ホームを有する地上駅であった。ホームは線路の西側（北見相生方面に向かって右手側）に存在した。無人駅であった。

## 利用状況
乗車人員の推移は以下のとおり。年間の値のみ判明している年については、当該年度の日数で除した値を括弧書きで1日平均欄に示す。乗降人員のみが判明している場合は、1/2した値を括弧書きで記した。
| 年度               | 乗車人員 | 乗車人員 | 出典  | 備考 |
| 年度               | 年間     | 1日平均  | 出典  | 備考 |
| ------------------ | -------- | -------- | ----- | ---- |
| 1978年（昭和53年） |          | 52       | [ 7 ] |      |

## 駅周辺
- 国道240号
- 津別まちバス（旧・津別町営バス）「恩根入口」停留所

## 駅跡
駅施設はすべて撤去され、現在、駅跡地は畑となっている。

## 隣の駅
日本国有鉄道
相生線
津別駅 - 〈高校前仮乗降場〉 - 恩根駅 - 本岐駅